# Guilded
Guilded é uma plataforma de VoIP, mensagens instantâneas e distribuição digital projetada pela Guilded Inc. e comprada pela Roblox Corporation em 16 de agosto de 2021 por US$ 90 milhões. A Guilded está sediada em São Francisco. Os usuários se comunicam por meio de chamadas de voz, videochamadas, mensagens de texto, mídia e arquivos em bate-papos privados ou como parte de comunidades chamadas "servidores". A Guilded foi fundada por Eli Brown, um ex-funcionário do Facebook e do Xbox. Guilded roda em Windows, Linux, macOS, Android e iOS.
Guilded é um concorrente do Discord e se concentra principalmente em comunidades de videogame, como aquelas focadas em jogos competitivos e esportes eletrônicos. Ele fornece recursos destinados a clãs de videogame, como ferramentas de agendamento e calendários integrados. Guilded é desenvolvido pela Guilded, Inc., que é um grupo de produtos independente da Roblox Corporation desde 16 de agosto de 2021.
Em 31 de maio de 2024, a Roblox Corporation anunciou que todas as contas atuais devem ter uma conta Roblox vinculada antes de 15 de julho de 2024 para continuar usando sua conta Guilded, enquanto novos usuários só terão a opção de se inscrever no Roblox. Essa mudança tem sido amplamente criticada porque a Roblox declarou anteriormente que permitiria que a Guilded permanecesse funcionalmente independente.